# Habitatge al carrer Major, 36 a Santa Engràcia
L'Habitatge al carrer Major de Santa Engràcia, 36 és un edifici de Tremp (Pallars Jussà) protegit com a Bé Cultural d'Interès Local.

## Descripció
Es tracta d'un edifici que conserva força intacta la fesomia d'habitatge rural del segle xix. El parament de les façanes es veu avui mancat de l'arrebossat que el cobria. Destaca la configuració de les obertures, amb llindes d'arc rebaixat construïdes amb maons massissos disposats a sardinell. Els brancals, d'obra, mostren un disseny esplandit, a excepció de la porta principal que els té de carreus de pedra ben treballats.